# Ramón Ignacio Méndez (Ezequiel Zamora)
Pour les articles homonymes, voir Ramón Ignacio Méndez.
Ramón Ignacio Méndez est l'une des quatre paroisses civiles de la municipalité de Ezequiel Zamora dans l'État de Barinas au Venezuela. Sa capitale est Punta de Piedra. En 2018, sa population s'élève à 4 646 habitants.

## Géographie

### Démographie
Hormis sa capitale Punta de Piedra, la paroisse civile comporte plusieurs localités et fermes portant les noms de fundo ou de hacienda, dont :
- fundos :
  - Guanipa
  - Las Delicias
  - Mata Zorra
- haciendas :
  - Bello Monte
  - California
  - Caño León
  - El Cuatro
  - El Muerto
  - La Hormiga
  - Palma Real
  - Santa Matilde
  - Valle Grande
- Los Tendidos
- Mijagual
- Otopún (dans la paroisse civile voisine de Santa Bárbara)
  - Otopún Arriba
- Parcelamiento Palma Real
- Parcelamiento San Sebastián
- Punta de Piedra
- San Sebastián